# 미나 (배우)
미나(Meena)는 인도의 배우, 모델, 사회자이다.

## 출연 작품
- 블랙 캣 (2007)
- 우다얀 이스 더 스타 (2005)
- 춤추는 무뚜 (1995)